# Buřňák Parkinsonův
Buřňák Parkinsonův (Procellaria parkinsoni) je druh celočerného, středně velkého mořského ptáka, nejmenšího z rodu Procellaria (Linnaeus, 1758). Je endemický pro Nový Zéland, kde hnízdí pouze na ostrovech Great a Little Barrier. Na moři se vyskytuje od východní Austrálie po Ekvádor.

## Systematika
Druh popsal v roce 1862 britský přírodovědec George Robert Gray jako Procellaria parkinsoni. Rodové jméno pochází z latinského procella, čili „bouře“. Druhové jméno parkinsoni bylo vybráno k uctění umělce a sběratele Sydneyho Parkinsona.
Jedná se o monotypický taxon, tzn. netvoří žádné poddruhy. Druh se řadí do rodu Procellaria, což je nepočetný rod buřňáků z jižní polokoule, čeledi buřňákovití a řádu trubkonosí.

## Popis
Buřňák Parkinsonův je celočerný, středně velký pták, jehož hmotnost se pohybuje okolo 700 g (pro srovnání: hmotnost buřňáka Audubonova nedosahuje ani 200 g) a délka těla sahá ke 48 cm. Tyto rozměry z druhu činí nejmenšího zástupce rodu Procellaria. Rozpětí křídel je 115 cm. Statný zobák dosahuje délky 115 mm, je namodrale žlutý s černou špičkou a černou mezi destičkami, ze kterých se skládá. Nohy jsou černé. Oproti velmi podobnému buřňákovi novozélandském je asi o 2 cm menší.

## Výskyt a populace

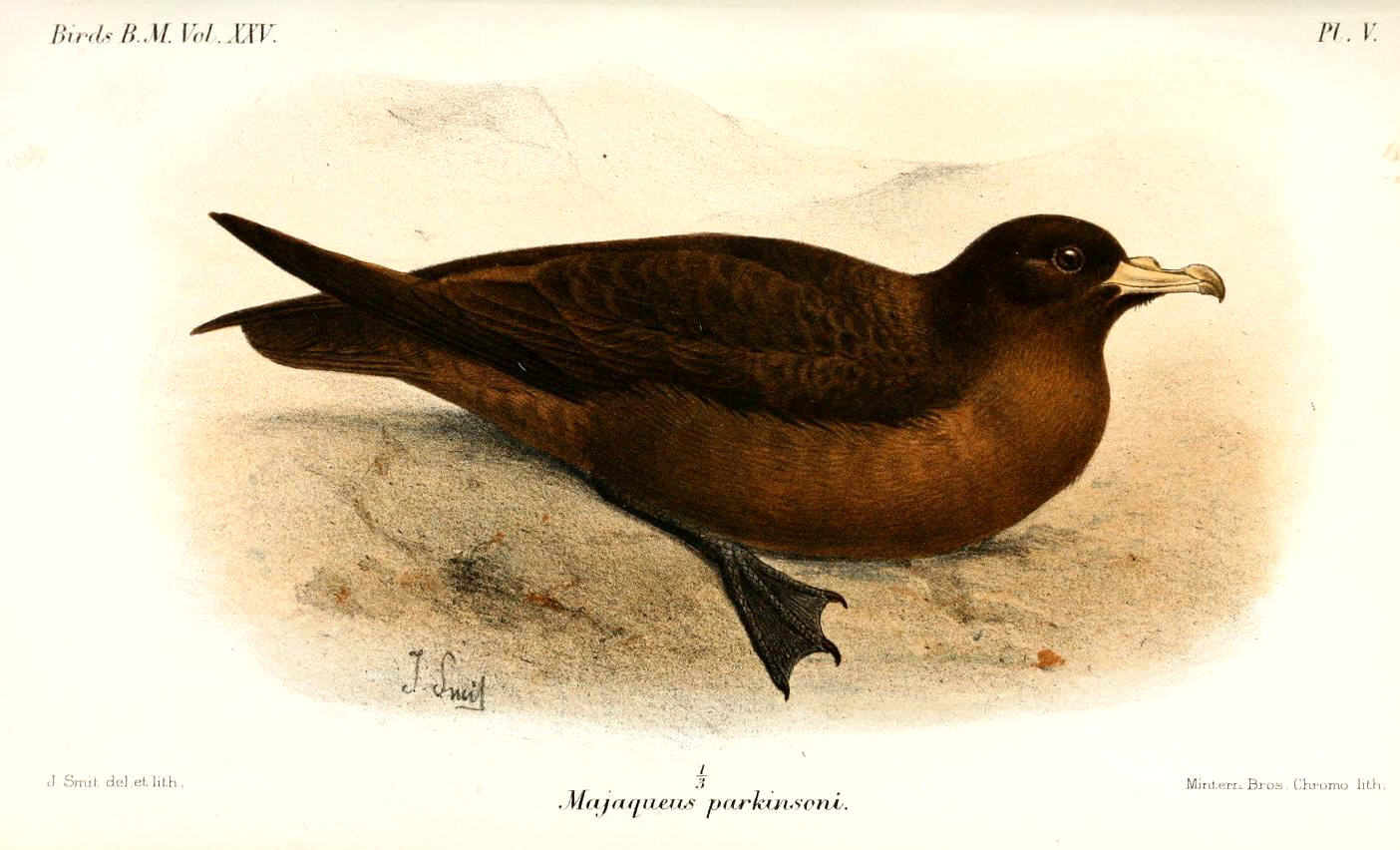
Malba Josepha Smita z roku 1896

Jedná se o druh endemický pro Nový Zéland. Přestože bylo dříve možné jej celoročně najít na Severním a severozápadním cípu Jižního ostrova, predátoři jako jsou zdivočelé kočky a prasata, krysy a lasicovité šelmy, způsobili jeho vyhubení již okolo roku 1950. Zachovaly se pouze dvě zbytkové populace, a sice na ostrovech Great Barrier (hlavně kolem Mount Hobson) a Little Barrier. Během hnízdění se vyskytují hlavně v subtropických vodách Nového Zélandu, východní Austrálie a pacifických ostrovů. V době mimo hnízdění (cca červenec až říjen) druh migruje do vod v severozápadní části Jižní Ameriky, zejména k Ekvádoru, avšak zaznamenáni byli i u Panamy, Kostariky, Guatemaly, Mexika a Galapág.
V roce 2015 se celková populace odhadovala na 11 000 jedinců.

## Biologie

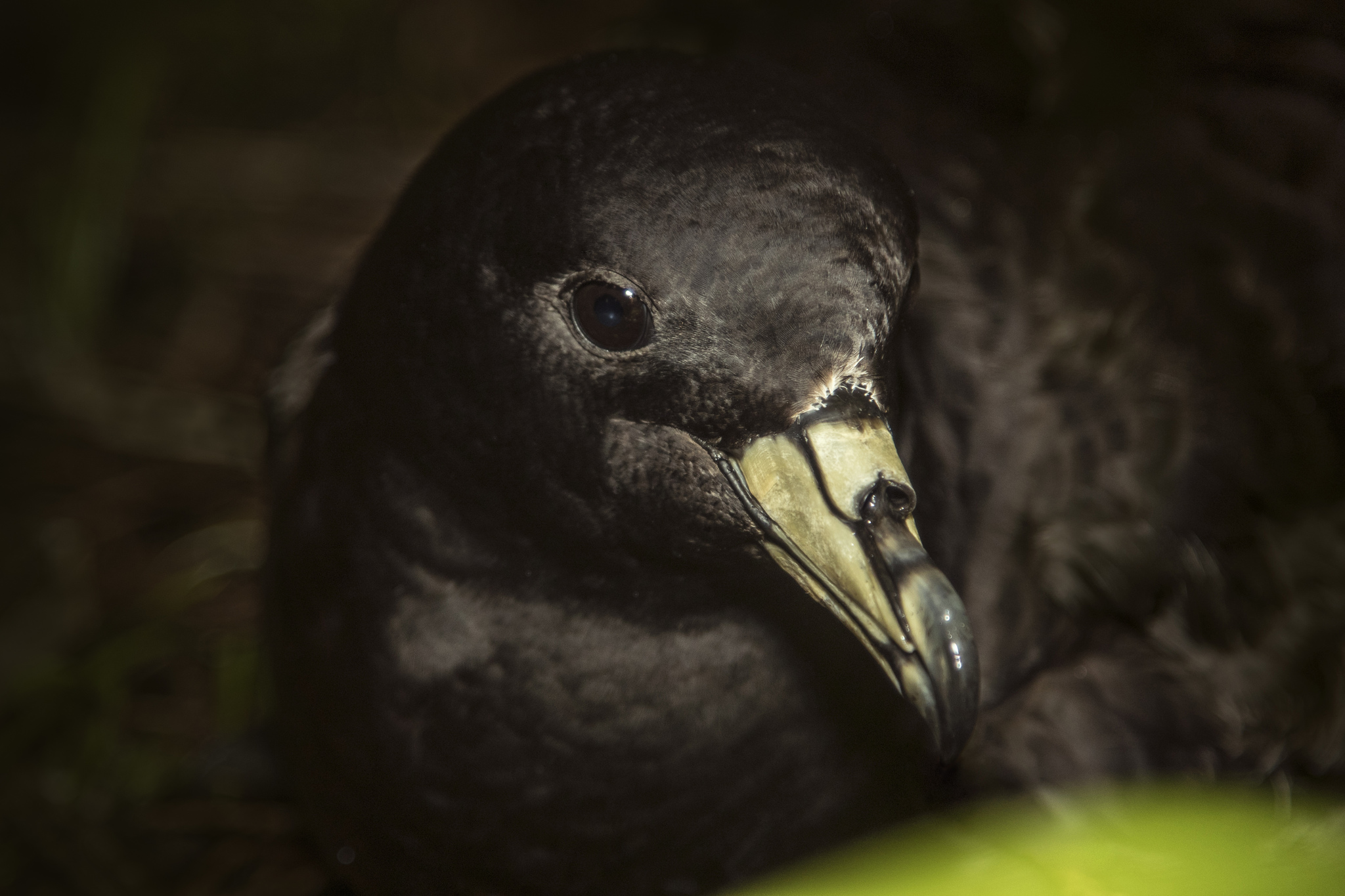
Detail hlavy s patrným žlutočerným zobákem a trubkovitými nozdrami, které jsou charakteristické pro všechny trubkonosé

Mimo období hnízdění se tito ptáci pohybují osamotě, občas však mohou tvořit poměrně početná hejna, a to hlavně u bohatých potravních zdrojů. Na moři jsou většinou tišší, v době hnízdění na zemi však samec vydává hlasitý, daleko se nesoucí klepající zvuk, který může souviset s nalákáním pozornosti samic. Samice se projevují ze vzduchu při přilétávání do kolonií. Jak samec, tak samice navíc na zemi v případě ohrožení vydávají krákavý zvuk. Z nory se občas ozývají broukavé zvuky, což slouží jako komunikační prostředek během námluv nebo při sbližování s potomkem.

### Potrava
Krmí se v noci nebo ve dne, čímž se odlišují od příbuzných albatrosů, kteří se krmí ve dne. V době hnízdění se buřňák Parkinsonův krmí hlavně na bioluminiscentních krakaticích (hlavně druhy z čeledí Ommastrephidae, Histioteuthidae a Cranchiidae), které loví v noci, když krakatice migrují k hladině. Pro potravu přitom zalétává i více než 500 km od svých hnízdišť. K dalším důležitým potravním složkám v průběhu celého roku patří ryby, korýši, salpovci a pláštěnci. Nezřídka se krmí i zbytky ryb vhozených do moře z rybářských lodí nebo u potravních zdrojů kytovců. Potravu sbírá buďto za letu sebráním z hladiny, ponořením hlavy pod vodu při posedu na hladině, případně i pod vodou. Nepotápí se často, avšak může se potopit nejméně do 10m hloubek.

### Hnízdění

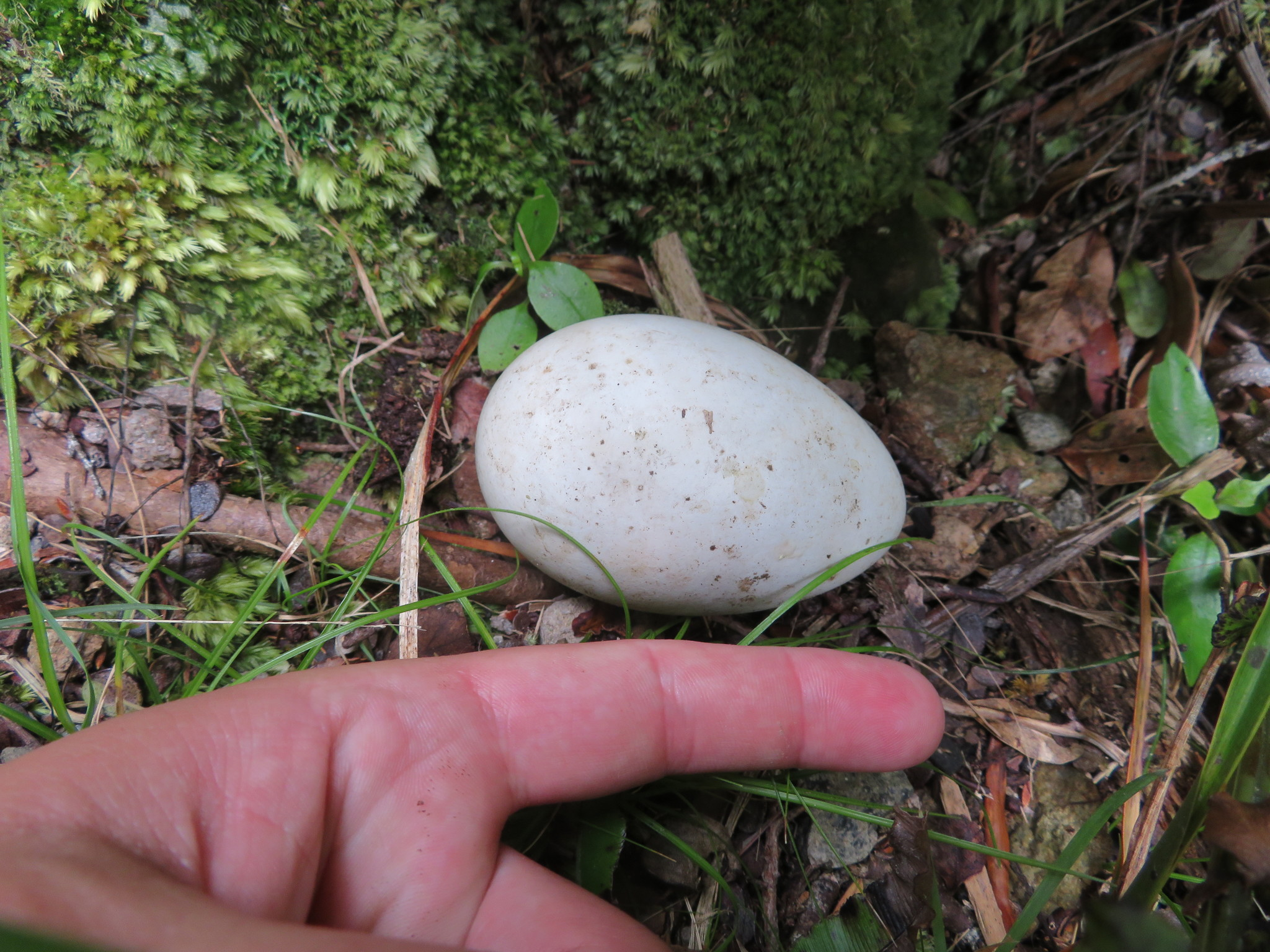
Vejce buřňáka Parkinsonova

Hnízdění probíhá od poloviny října, kdy se páry vrací do kolonií, aby se, jako každý rok, setkali a připravili noru pro mladé. Samci nejčastěji hnízdí se samicemi z předešlého hnízdního období, avšak rozvody se dějí (cca 13 % ročně). Každý rok se zhruba 28 % buřňáků z různých důvodů rozhodne nezahnízdit. Hnízdí v norách dlouhých 0,5–2 m. Tyto nory si buďto sami vyhrabou, nebo využijí existující škvíru, přirozenou noru např. u báze stromu, či skalní puklinu. Do nor přilétávají po západu slunce a odlétají před rozbřeskem, přes den zůstávají v norách.
Po kopulaci dochází ke hromadnému exodu na moře, na kterém buřňáci stráví kolem 23–24 dnů. V listopadu se vrací na hnízdiště, kde samice naklade jedno velké vejce o rozměru 69×51 mm a váze 99 g. Na inkubaci vejce se střídavě podílí samec i samice v dlouhých směnách trvajících až 17 dní. Inkubace trvá kolem 57 dnů. Narozené mládě je první 2–3 dny vytrvale střeženo, načež je krmeno jen každou druhou nebo třetí noc. K vylétnutí z hnízda dochází ve věku kolem 100–120 dní. Nedospělí buřňáci tráví další léta na moři u Ekvádoru, načež se od věku 3 let začínají v době hnízdění vracet do svých kolonií. K prvním zahnízděním však dochází nejdříve v 5. roce života. Ve volně přírodě se buřňáci dožívají okolo 10 let, přičemž nejstarší zaznamenaný jedinec byl starý 29 let.

## Ohrožení

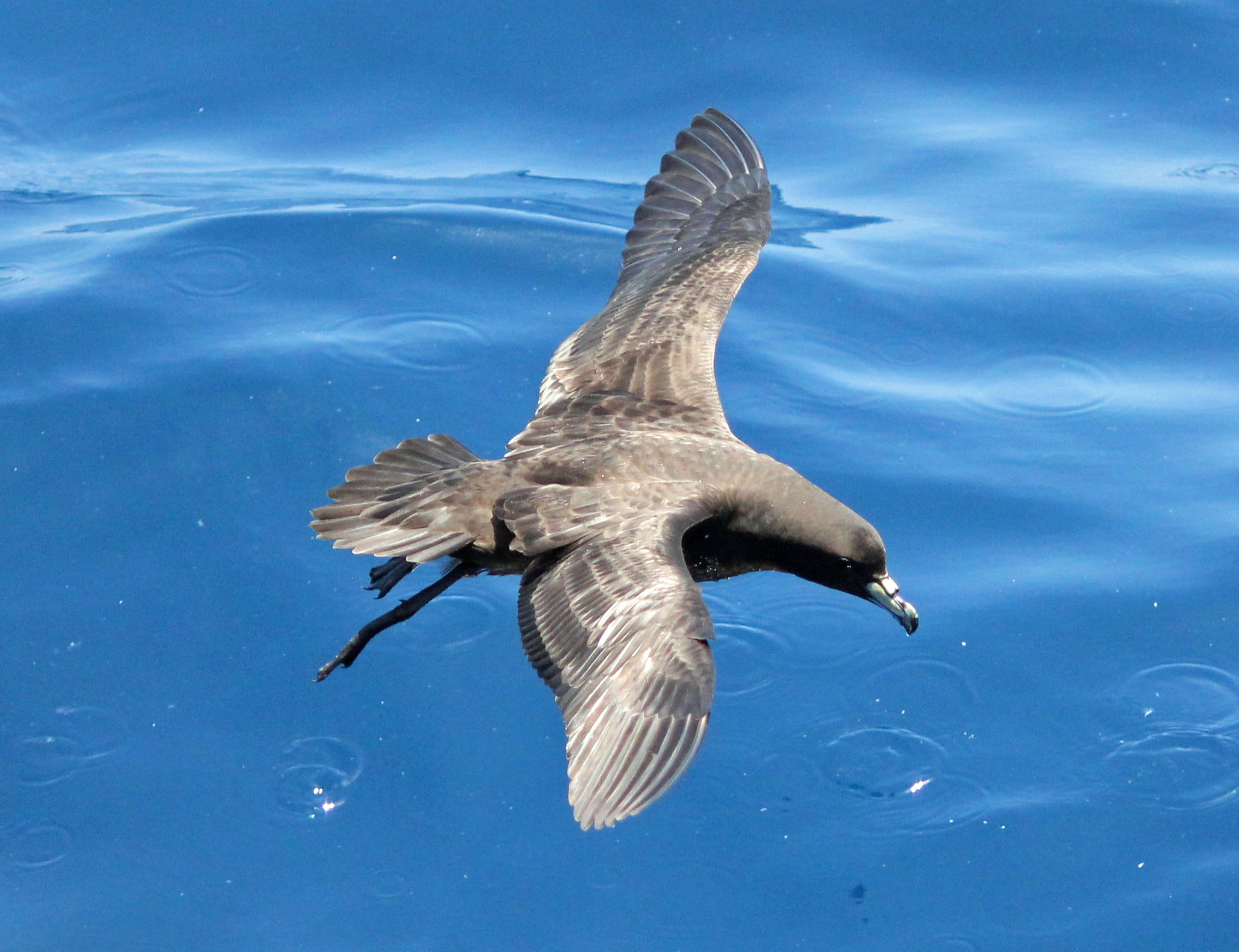
Letící jedinec u Austrálie

Dle Mezinárodního svazu ochrany přírody (IUCN) se jedná o zranitelný druh (VU). Důvodem jsou hlavně geograficky velmi omezená hnízdiště, která čelí neutuchajícímu tlaku predátorů, a smrt na moři během interakcí buřňáků s rybářskými loděmi a jejich náčiním. Kolonie buřňáků Parkinsonových na ostrově Little Barrier byla takřka vyhlazena zdivočelými kočkami, avšak sestupný populační trend této kolonie se podařilo zvrátit odstraněním koček v roce 1980.
V minulosti byli buřňáci Parkinsonovi hojně loveni Maory (tzv. muttonbirding). Maorové vytahovali ptáčata z nor pomocí dlouhých klacíků. Po vytáhnutí je ihned usmrtili vlastními zuby. Pták byl poté zbaven obsahu žaludku, oškubán a upečen. Upečený pták se poté umístil do vaničky z totaří kůry, a byl zalit vlastním tukem, který po ztuhnutí maso zakonzervoval.